# Grumbach (Wilsdruff)
Grumbach ist ein Ortsteil der sächsischen Kleinstadt Wilsdruff im Landkreis Sächsische Schweiz-Osterzgebirge und ist etwa zwei Kilometer südlich von Wilsdruff gelegen. 1834 hatte Grumbach 1132 Einwohner. Ein Höchststand wurde 1950 mit 2003 Einwohnern erreicht. Heute leben dort etwa 1680 Menschen.

## Geographie
Grumbach ist die flächengrößte Gemarkung der Stadt Wilsdruff. An den Ort grenzen im Uhrzeigersinn die Gemarkungen Wilsdruff, Kaufbach, Braunsdorf, Fördergersdorf, Pohrsdorf, Herzogswalde und Helbigsdorf. Bis auf Fördergersdorf und Pohrsdorf, die zu Tharandt gehören, sind alle umliegenden Orte Teil Wilsdruffs.
Die Bundesstraße 173 (Dresden–Freiberg) führt in geradem Verlauf in Ost-West-Richtung durch den Ort. Über Staats- und Kreisstraßen bestehen Verbindungen nach Wilsdruff, Tharandt und Braunsdorf.
Die Wilde Sau durchfließt Grumbach von Süden nach Norden.

## Geschichte

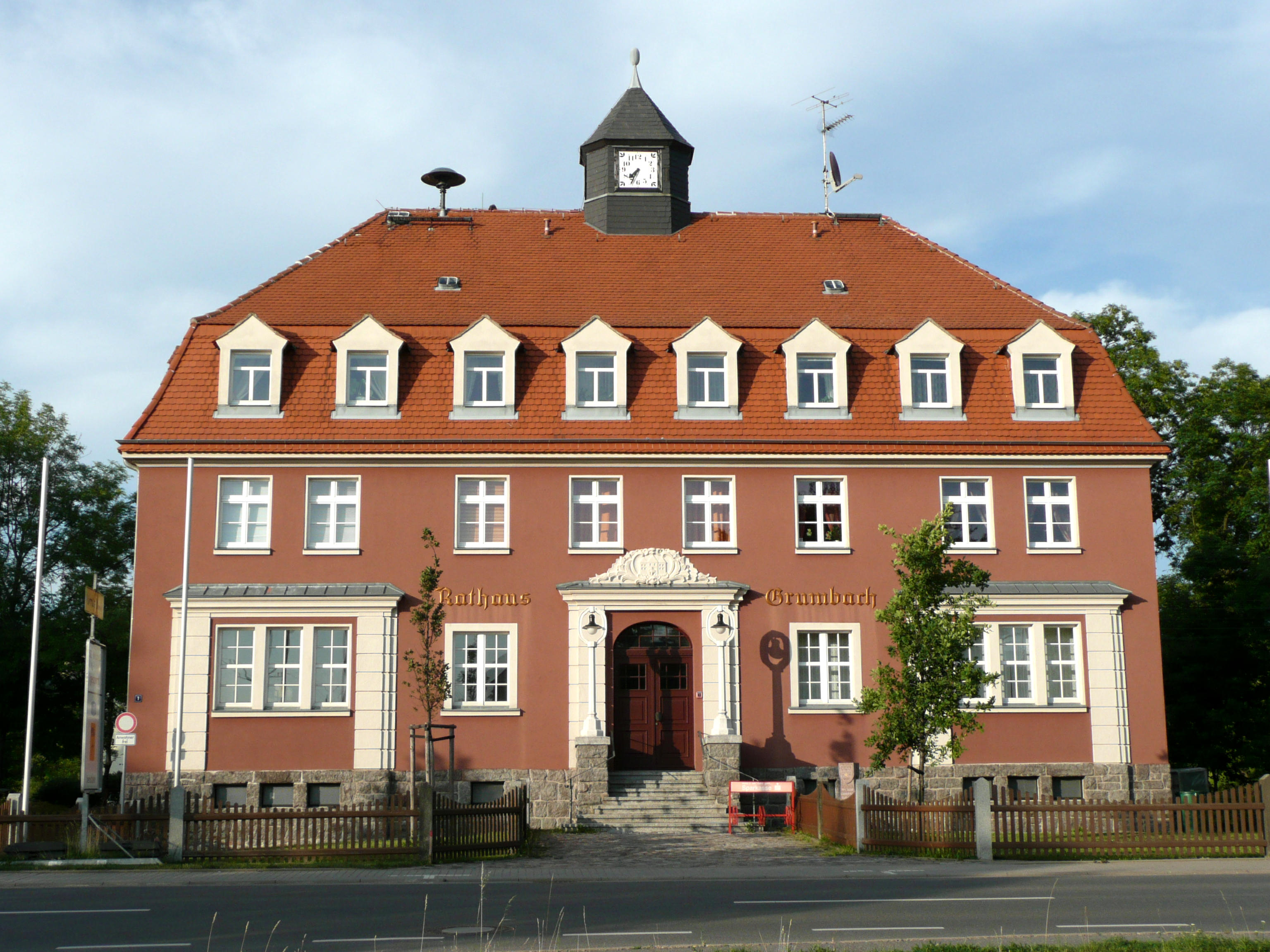
1926 eingeweihtes Rathaus, heute Dorfgemeinschaftshaus

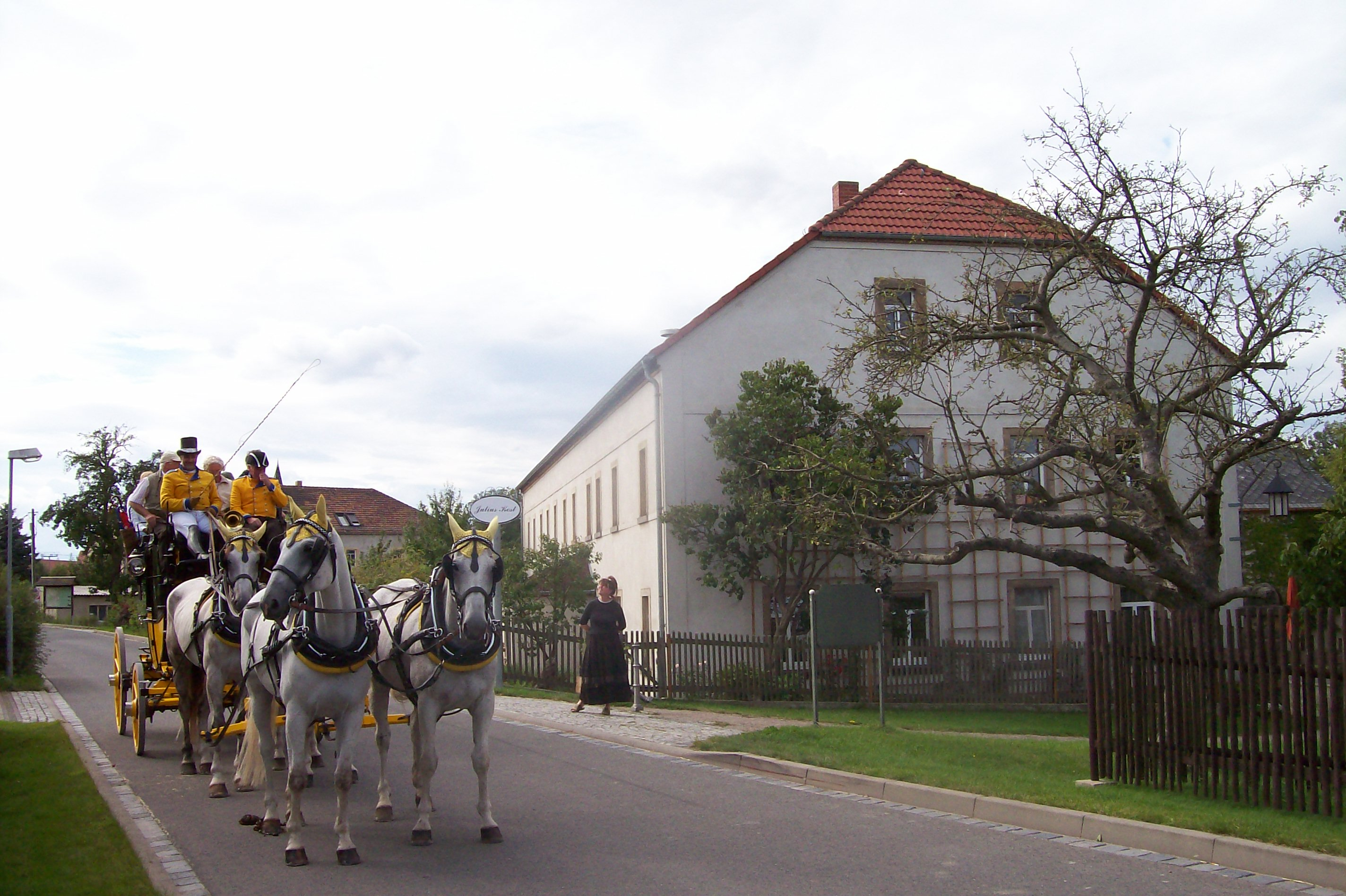
Postkutschenhalt bei Julius Kost in Niedergrumbach

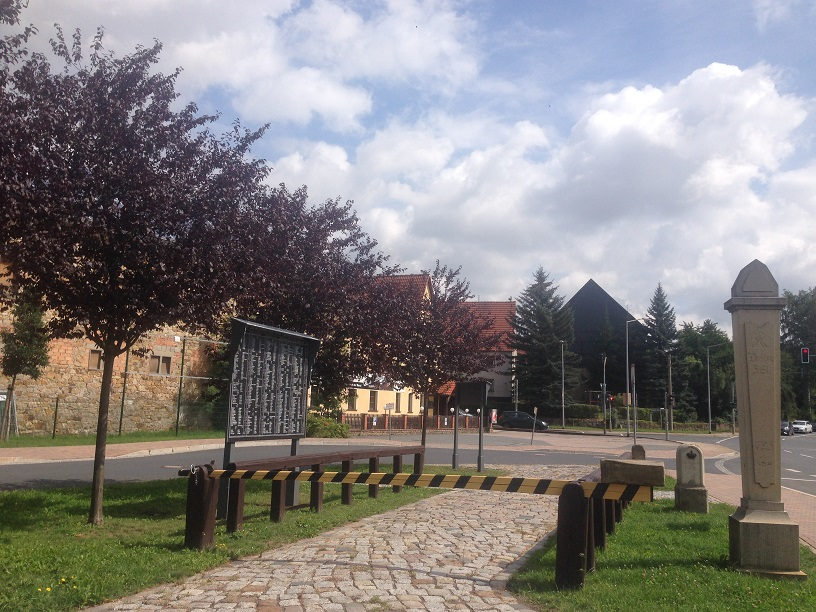
Nachbau der Geleitschranke und Kursächsischen Halbmeilensäule sowie Königlich-sächsischer Ganzmeilenstein und Chaussee- bzw. Straßenwärterstein von der B 173 am Grumbacher Hof / Buswendeplatz

Grumbach entstand in der 2. Hälfte des 12. Jahrhunderts während der Besiedelung der Mark Meißen. 1215 gründete der auf der Burg Tharandt ansässige Vasall der Markgrafen von Meißen, Boriwo de Tarant, seine Besitzt in der Grumbacher Flur zur Versorgung der Burg als Boriwos Dorf (Pohrsdorf) aus. In einer bischöflich-meißnerischen Urkunde vom 9. Februar 1223 wird Grumbach als Villa Grombach erstmals urkundlich erwähnt. Grumbach ist ursprünglich als Waldhufendorf angelegt und geprägt durch die Landwirtschaft mit hauptsächlich bäuerlichen Elementen, da es nie einen Herrensitz gab.
Im 14. Jahrhundert unterstand das Dorf drei verschiedenen Ämtern: das Niederdorf rechts des Bachs Wilde Sau dem Amt Dresden, das Oberdorf dem Amt Tharandt und der größte linksufrige Teil dem Amt Meißen. Nach mehreren Veränderungen der Besitzverhältnisse wuchs Grumbach im 16. Jahrhundert zu einer einheitlichen Gemeinde zusammen.
Der Ort lag bis 1833 am überregionalen Postkurs Dresden–Nürnberg im Zuge der Alten Frankenstraße, später Hofer Chaussee und heutigen B 173 mit einer Geleitgeldeinnahme und Ausspanne (ehem. Erbgericht, heute Gasthof Grumbacher Hof) an der Kreuzung mit einem alten Pilgerweg und dem regionalen Postkurs Tharandt–Wilsdruff. Aus der Zeit von 1859 bis 1900 sind noch ein Königlich-sächsischer Ganzmeilenstein vom Postkurs Freiberg–Wilsdruff und ein Königlich-sächsischer Halbmeilenstein als Straßenwärterstein vom Postkurs Tharandt–Wilsdruff erhalten, die seit 2011 an der rekonstruierten Geleitschranke neben dem Gasthof stehen. Im gleichen Jahr wurde dort eine Kursächsische Postmeilensäule in Form einer Halbmeilensäule von 1723 nachgebildet, deren Original noch um 1800 in Grumbach stand. 1886 bis 1972 bestand Anschluss an die Schmalspurbahn Freital-Potschappel – Wilsdruff des Wilsdruffer Schmalspurnetzes, wovon u. a. das Bahnhofsgebäude als Wohnhaus erhalten blieb.
Im Grumbacher Schulhaus wird seit 1883 unterrichtet, heute wird es als Evangelische Grundschule genutzt. 1926 wurde das Rathaus eingeweiht. 1975 eröffnete man den neu erbauten Kindergarten. Nachdem die Wahlberechtigten am 8. März 1998 im Bürgerentscheid einem Zusammenschluss der Gemeinde Grumbach und der Stadt Wilsdruff zugestimmt hatten, wurde die Eingemeindung am 9. Juli 1998 vollzogen.

### Entwicklung der Einwohnerzahl
| Jahr | Einwohnerzahl                                        |
| ---- | ---------------------------------------------------- |
| 1551 | 75 besessene Mann, 6 Häusler, 110 Inwohner, 67 Hufen |
| 1764 | 61 besessene Mann, 1 Gärtner, 53 Häusler, 34 Hufen   |
| 1834 | 1132                                                 |
| 1871 | 1297                                                 |

| Jahr | Einwohnerzahl |
| ---- | ------------- |
| 1890 | 1397          |
| 1910 | 1473          |
| 1925 | 1520          |
| 1939 | 1605          |

| Jahr | Einwohnerzahl |
| ---- | ------------- |
| 1946 | 1888          |
| 1950 | 2003          |
| 1964 | 1779          |
| 1990 | 1244          |

### Ortsnamenformen
Der Name des Ortes Grumbach änderte sich geschichtlich wie folgt:
| - 1223: Grombach - 1259: Grumpach - 1260: Grunbach - 1279: Grunenbach - 1286: Crumpach - 1303: Gruenbach | - 1313: Grunenbach - 1334: Grunbach - 1547: Nider- u. Obergruenbach - 1561: Krompach - 1875: Grumbach b. Wilsdruff |

## Persönlichkeiten
- Johann Christian Gottlieb Irmler (1790–1857), Klavierbauer[3][4]
- Artur Kühne (1881–1950), Lehrer und Heimatforscher
- Horst Schneider (1911–unbekannt), Komponist und Dirigent
- Wolfgang Menzel (1926–2005), Jurist und Staatswissenschaftler

## Kirchgemeinde und Haus der Stille

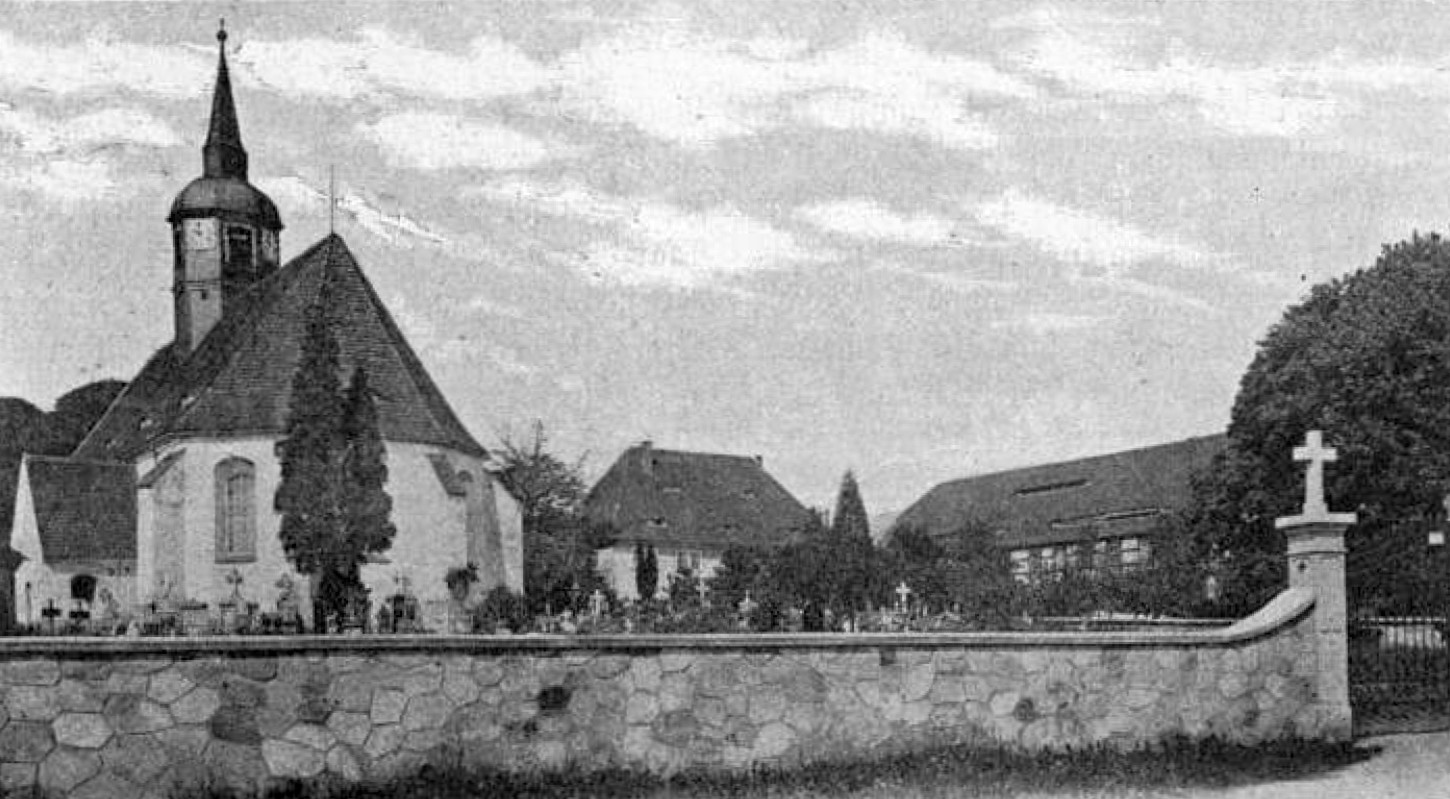
Kirche und Pfarrhaus um 1900

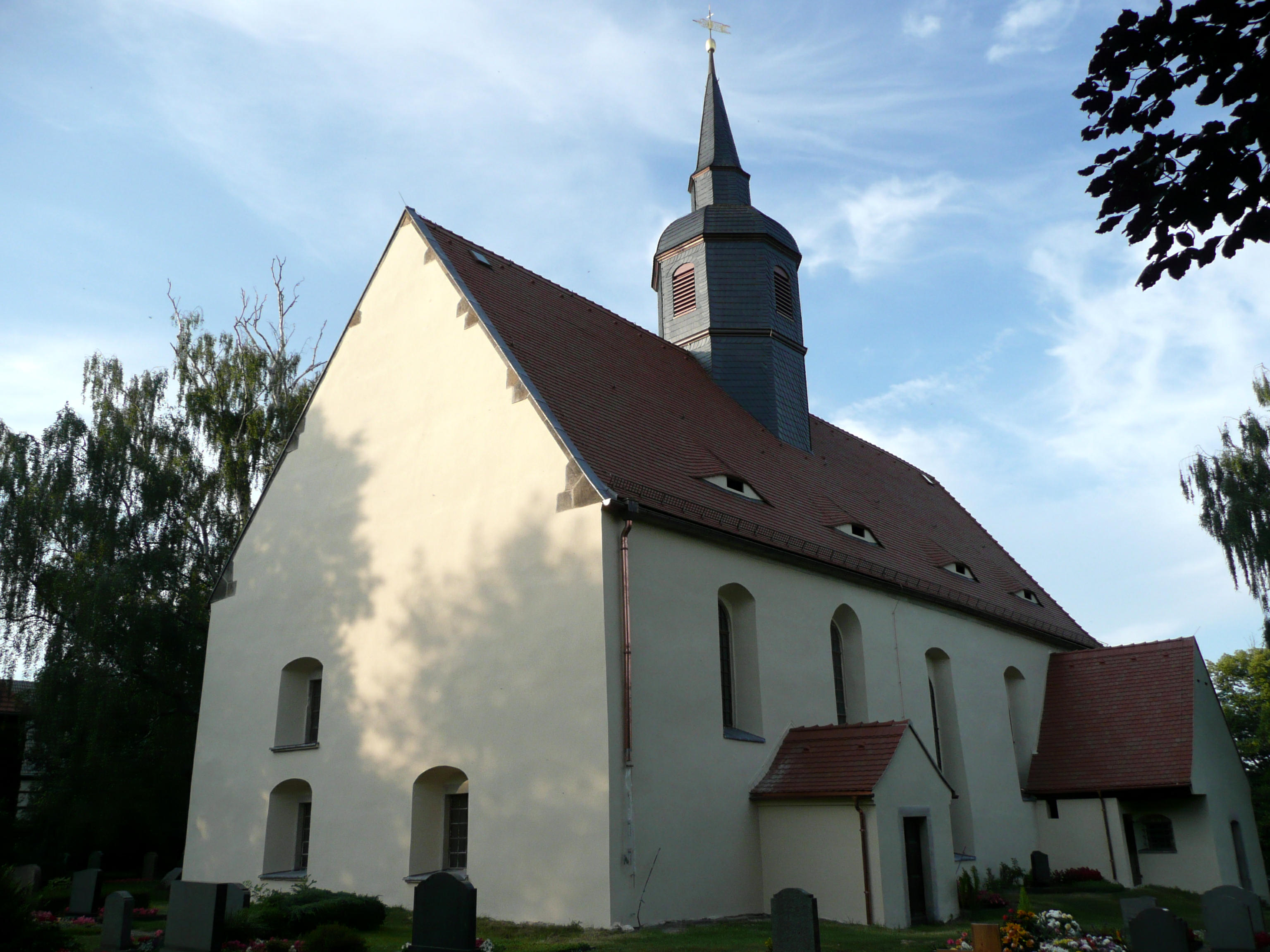
Kirche

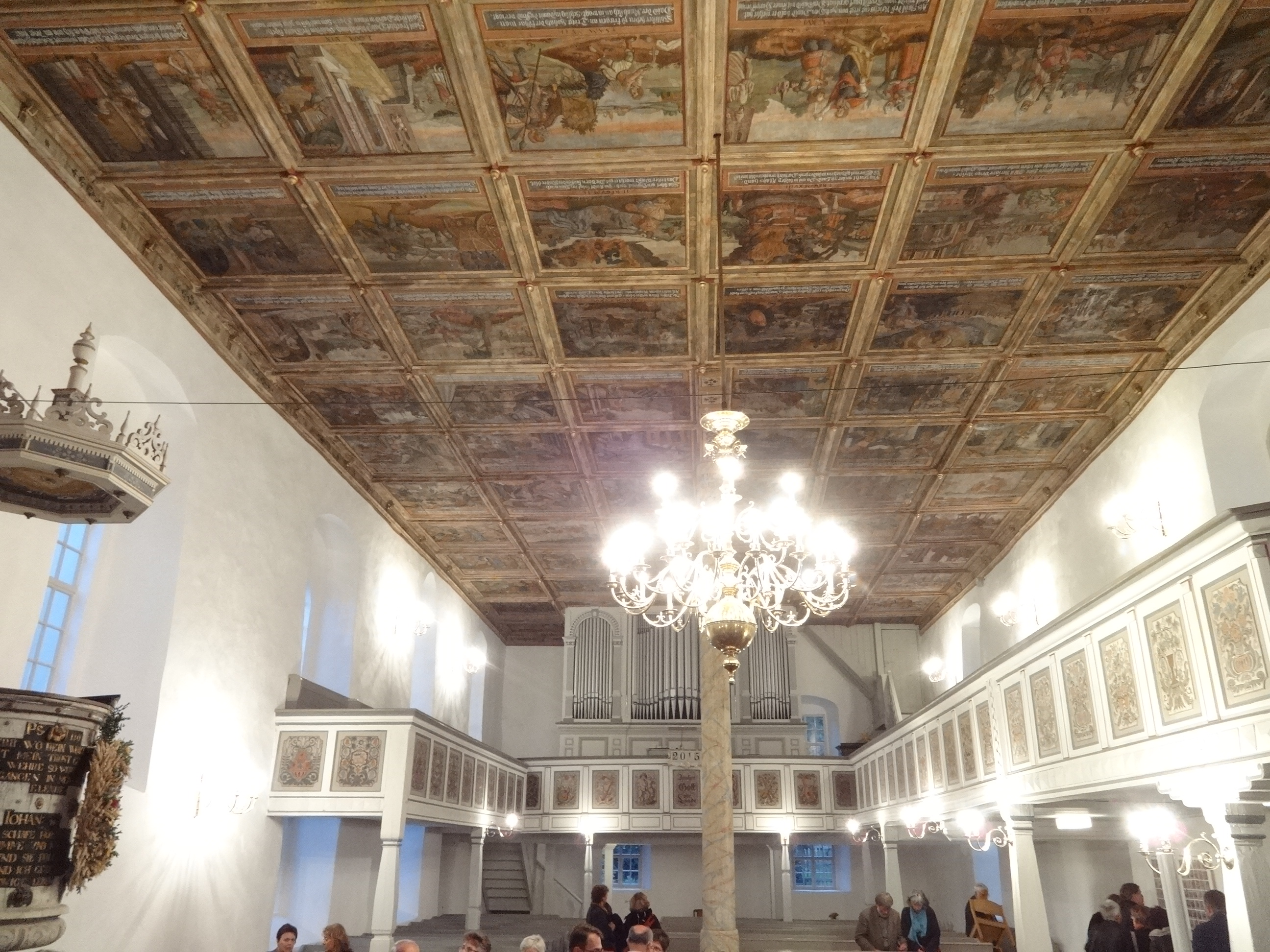
Kircheninneres mit bemalter Kassettendecke

Die Kirchgemeinde Grumbach gehört zum Kirchenbezirk Freiberg und damit zur Evangelisch-Lutherischen Landeskirche Sachsens. Seit dem 2. Januar 2021 gehört sie zum Ev.-Luth. Kirchgemeindebund Wilsdruff-Freital.
Die Kirche zu Grumbach ist seit 1303 urkundlich belegt. In ihr befindet sich noch ein romanisches Portal aus dem 13. Jahrhundert. Ihre bekannte Bilderdecke wurde erst nach dem Dreißigjährigen Krieg geschaffen.
Der letzte Gemeindepfarrer war Pfarrer Heiner Bludau (2000–2006). Er leitete die Kirchgemeinde und bis 2010 das Haus der Stille. Unter seiner Anleitung wurde im August 2002 das Grumbacher Labyrinth aus Steinen von Besuchern des Hauses aufgebaut, es ist im Pfarrgarten zu finden. Nach einer Strukturreform wurde die Pfarrstelle für Grumbach gestrichen und die Gemeinde durch das Kirchspiel Wilsdruff-Kesselsdorf betreut. Der in Grumbach ansässige Pfarrer Schönfuß leitet seit 2010 das Haus der Stille.
Die Schwesternkirchgemeinde Kesselsdorf wird von Pfarrer Volker Geisler geführt, die Partnergemeinde ist Pattensen in der Lüneburger Heide.
Das alte Grumbacher Pfarrhaus wurde in den letzten Jahren für das Angebot von Einkehrtagen innerhalb der Evangelisch-Lutherischen Landeskirche Sachsens ausgebaut und ist nun als Haus der Stille am Sächsischen Jakobsweg im Zuge der Frankenstraße bekannt.